# М'єндзижеч (гміна)
Гміна М'єндзижеч (пол. Gmina Międzyrzecz) — місько-сільська гміна у північно-західній Польщі. Належить до Мендзижецького повіту Любуського воєводства.
Станом на 31 грудня 2016 у гміні проживало 25 101 осіб.

## Площа
Згідно з даними за 2017 рік площа гміни становила 315,32 км², у тому числі:
- орні землі: 37,00 %
- ліси: 51,00 %

Таким чином, площа гміни становить 22,72 % площі повіту.

## Населення
Станом на 31 грудня 2016:
| Опис     | Загалом | Загалом | Жінки  | Жінки | Чоловіки | Чоловіки |
| -------- | ------- | ------- | ------ | ----- | -------- | -------- |
| одиниця  | осіб    | %       | осіб   | %     | осіб     | %        |
| все      | 25 101  | 100     | 12 838 | 51,15 | 12 263   | 48,85    |
| міське   | 18 309  | 72,94   | 9 474  | 37,74 | 8 835    | 35,20    |
| сільське | 6 792   | 27.06   | 3 364  | 13.40 | 3 428    | 13,66    |

## Сусідні гміни
Гміна М'єндзижеч межує з такими гмінами: Бледзев, Любжа, Пшиточна, Пщев, Суленцин, Тшцель, Свебодзін.